# 齿叶赤瓟
齿叶赤瓟（学名：Thladiantha dentata）是葫芦科赤瓟属的植物，为中国的特有植物。分布于中国大陆的贵州、湖南、湖北、四川等地，生长于海拔500米至2,100米的地区，多生于路旁、山坡、沟边和灌丛中，目前尚未由人工引种栽培。

## 别名
猫儿瓜、龙须尖（重庆南川）